# Giuseppe Nuvolo

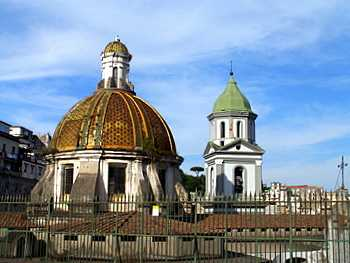
Coupole de la basilique Santa Maria della Sanità.

Giuseppe Nuvolo, dans le siècle Vincenzo de Nuvolo, né en 1570 à Naples et mort dans cette même ville en 1643, est un frère dominicain italien qui fut l'architecte de plusieurs édifices sacrés de Naples. C'est un représentant majeur de l'architecture maniériste et du premier baroque napolitain.

## Biographie
Vincenzo de Nuvolo entre chez les Dominicains en 1591 prenant le nom de religion de Joseph (Giuseppe en italien). Il s'engage dans la voie de l'architecture sacrée, non seulement pour les dominicains, mais aussi pour d'autres ordres. On lui doit plusieurs coupoles de tuiles de majolique qui caractérisent aujourd'hui l'horizon de la cité parthénopéenne, comme celle de l'église San Pietro Martire datée de 1609. Il est l'auteur d'édifices remarquables, comme la basilique Santa Maria della Sanità avec son élégante coupole de majoliques, ou encore le haut à base octogonale du campanile de la basilique du Carmine Maggiore, commencé par son contemporain Giovan Giacomo Di Conforto (it).
Il a travaillé aussi à l'agrandissement d'églises déjà existantes, comme l'église Santa Maria di Costantinopoli, pour lesquelles il s'exprime dans un style baroque avec des influences maniéristes. Il construit aussi l'église San Carlo all'Arena donnant sur la via Foria.
Il travaille pour l'église San Sebastiano (it) écroulée en 1941, prenant la suite de Cosimo Fanzago, où il joue avec la perspective sur un plan elliptique. Il est actif également à Aversa pour l'église Santissima Annunziata. De 1638 jusqu'à sa mort en 1643, fra' Giuseppe Nuvolo prend part au chantier de l'église Santa Caterina da Siena.